# راهبرد فابیان
استراتژی فابیانی (به انگلیسی: Fabian Strategy) یک راهبرد نظامی است که در آن از نبردهای از پیش تعیین شده∗و تهاجم رودررو∗ اجتناب می‌شود تا در عوض، با کاربست جنگ فرسایشی و غیرمستقیم دشمن را فرسوده کنند. طرفی که این راهبرد را به کار می‌بَرد، ضمن اجتناب از نبردهای قاطع به زد و خورد جزئی با دشمن می‌پردازد، تا در پشتیبانی لجستیک وی و روحیه اش خلل ایجاد کند. کاربست این راهبرد نشانگر اینست که زمان به سود طرفی است که این راهبرد را اجرا می‌کند، امّا در عین حال ممکن است زمانی اتخاذ شود که هیچ گزینه ممکن دیگری پیش رو نباشد.

## تاریخچه

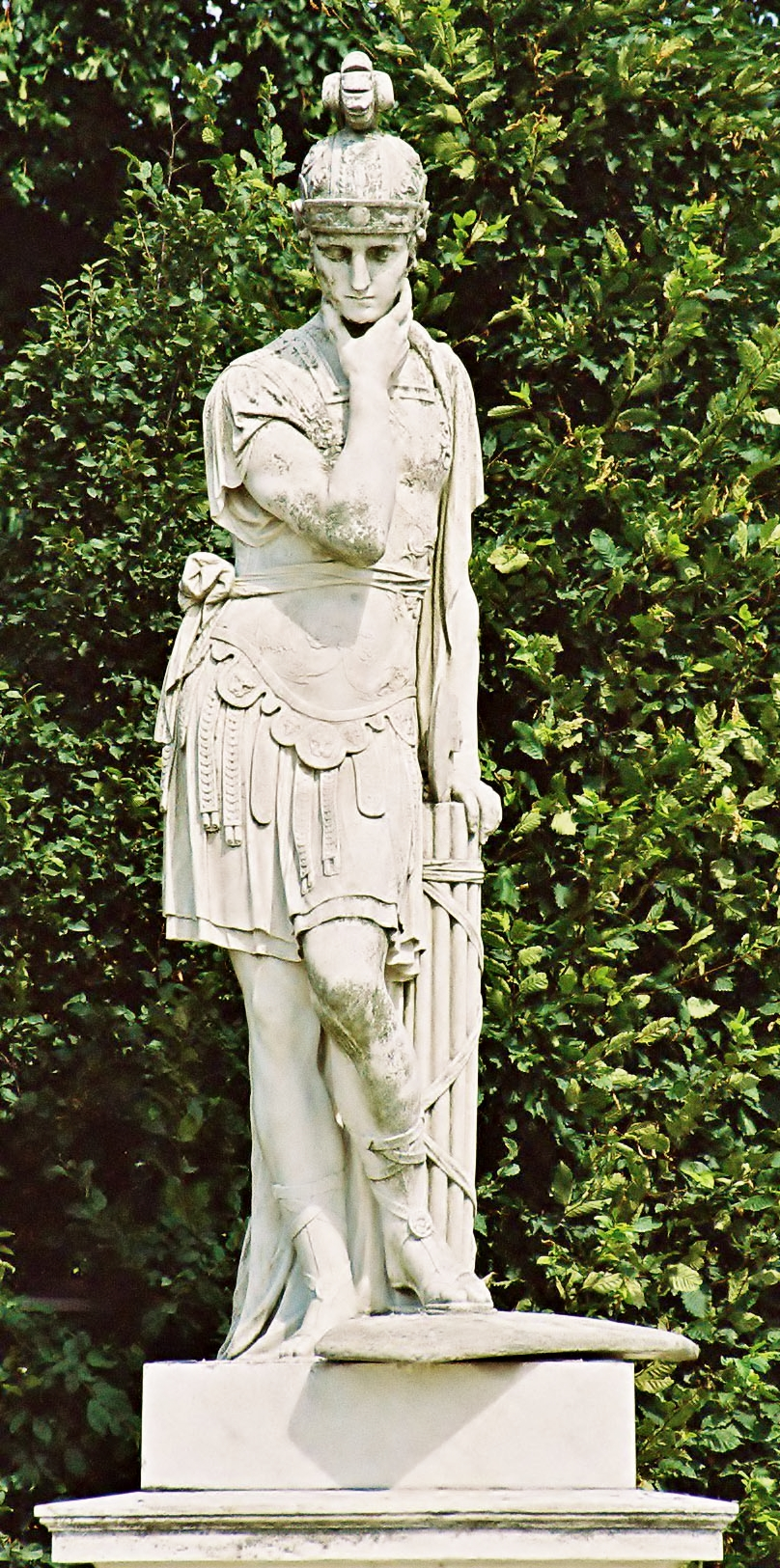
دیکتاتور رومی کوینکتوس فابیوس ماکسیموس، ملقب به کونکتاتور (معطل یا تأخیرکننده)؛ کسی که این استراتژی از نام وی برگرفته شده است.

این راهبرد از نام فابیوس ماکسیموس سرچشمه می‌گیرد، دیکتاتور جمهوری روم که وظیفه شکست دادن ژنرال برجسته کارتاژی، هانیبال، در جنوب ایتالیا و در خلال دومین جنگ کارتاژ (۲۰۱ ق. م-۲۱۸ق. م) را عهده‌دار بود. در آغاز این جنگ، هانیبال در اقدامی متهورانه از رشته کوه‌های آلپ گذر کرد و از شمال به ایتالیا حمله‌ور شد. تاحدی به سبب توانمندی‌های نظامی اش، وی مکرراً می‌توانست شکست‌های ویرانگری به رومیان تحمیل کند ــ وی به سرعت دو پیروزی ارزشمند در نبرد تربیا و نبرد دریاچه تراسی‌منا کسب کرد. پس از این فجایع، رومیان فابیوس ماکسیموس را به عنوان دیکتاتور برگزیدند. ابتکار فابیوس عبارت بود از یک جنگ فرسایشی به واسطهٔ زد و خوردهای مکرر و تحدید توان کارتاژی‌ها برای یافتن غذا.

## یادداشت
^ . Pitched Battle
^ . Frontal assault